# Nicetas z Medikionu
Święty Nicetas z Medikionu (gr. Νικήτας Μηδικίου, cs. Nikita Midikijskij) lub Nicetas Wyznawca (gr. Νικήτας ο ομολογητής, cs. Nikita Ispowiednik) – opat (ur. ok. 760, zm. 824).

## Życiorys
Kierował klasztorem u stóp góry Olimp w Bitynii (współcześnie góra Uludağ w prowincji Bursa w Turcji). Przez długi czas był więziony z powodu obrony świętych obrazów (por. ikonoklazm). Po śmierci cesarza Leona Armeńczyka powrócił do pustelni nieopodal Konstantynopola, aby tam spokojnie umrzeć.